# Bjelančevine koje vezuju aktin
Bjelančevine koje vezuju aktin (eng. actin-binding proteins, ABP) su bjelančevine koje se vezuju na aktin. Ovo može značiti da su sposobnosti vezati aktinske monomeere, polimere ili oboje.
Mnogi od ovih bjelančevina, kao što su α-aktinin, β-spektrin, distrofin, utrofin i fimbrin ovo čine preko kalponina.